# Eleonora Dorotea Anhaltsko-Desavská
Eleonora Dorotea Anhaltsko-Desavská (16. února 1602 Dessau – 26. prosince 1664 Výmar) byla anhaltsko-desavská princezna a sňatkem sasko-výmarská vévodkyně.

## Život
Eleonora Dorotea se narodila jako dcera Jana Jiřího I. Anhaltsko-Desavského a jeho druhé manželky Dorotey, dcery Jana Kazimíra Falcko-Simmernského.
23. května 1625 se provdala za svého nevlastního bratrance Viléma Sasko-Výmarského (jeho otec pocházel z druhého manželství jejího dědečka), s nímž byla zasnoubena ještě před jeho tažením do Dolního Saska. Manželství bylo uzavřeno z politických důvodů, aby se prohloubily vztahy mezi Anhaltskem a Sasko-Výmarem, přesto však bylo popisováno jako velmi šťastné. Eleonora Dorotea zůstala i po svatbě věrná Reformované církvi, i když měla blízko k lutheránské doktríně, kterou následoval její manžel.
Zemřela 26. prosince 1664 a byla pohřbena nejdříve v kapli zámku ve Výmaru. V roce 1824 bylo její tělo přeneseno do nové Vévodské krypty ve Výmaru.

## Potomci
Eleonora Dorotea měla s Viléme několik dětí:
- 1. Vilém Sasko-Výmarský (26. 3. 1626 Výmar – 1. 11. 1626 tamtéž)[1]
- 2. Jan Arnošt II. Sasko-Výmarský (11. 9. 1627 Výmar – 15. 5. 1683 tamtéž), vévoda sasko-výmarský od roku 1662 až do své smrti[2]
⚭ 1656 Kristýna Alžběta Šlesvicko-Holštýnsko-Sonderburská (23. 6. 1638 Sønderborg – 7. 6. 1679 Výmar)[3]
- 3. Johan Vilém Sasko-Výmarský (16. 8. 1630 Výmar – 16. 5. 1639 tamtéž)[4]
- 4. Adolf Vilém Sasko-Eisenašský (14. 5. 1632 Výmar – 22. 11. 1668 Eisenach), vévoda sasko-eisenašský od roku 1662 až do své smrti[5]
⚭ 1663 Marie Alžběta Brunšvicko-Wolfenbüttelská (7. 1. 1638 Braunschweig – 15. 2. 1687 Gotha)[6]
- 5. Jan Jiří I. Sasko-Eisenašský (12. 7. 1634 Výmar – 19. 9. 1686 Marksuhl), vévoda sasko-eisenašský od roku 1671 až do své smrti, tragicky zahynul při lovu[7]
⚭ 1661 Johanetta ze Sayn-Wittgensteinu (27. 8. 1632 – 28. 9. 1701 Jena)[8]
- 6. Vilemína Eleonora Sasko-Výmarská (7. 6. 1636 Výmar – 1. 4. 1653)[9]
- 7. Bernard II. Sasko-Jenský (14. 10. 1638 Výmar – 3. 5. 1678 Jena), vévoda sasko-jenský od roku 1672 až do své smrti[10]
⚭ 1662 Marie Charlotte de La Trémoille (26. 1. 1632 Thouars – 24. 8. 1682 Jena)[11]
- 8. Fridrich Sasko-Výmarský (19. 3. 1640 Výmar – 19. 8. 1656 tamtéž)[12]
- 9. Dorotea Marie Sasko-Výmarská (14. 10. 1641 Výmar – 11. 6. 1675 Zeitz)[13]
⚭ 1656 Mořic Sasko-Zeitzský (28. 3. 1619 Drážďany – 4. 12. 1681 Zeitz), vévoda sasko-zeitzský od roku 1657 až do své smrti[14]